# Charles de Saint-Yves
Pour les articles homonymes, voir Saint-Yves.
Charles Léoffroy de Saint-Yves (1717-1804) est un critique d'art et collectionneur parisien du XVIIIe siècle.

## Vie et carrière
Charles Léoffroy de Saint-Yves nait à Paris le 7 octobre 1717, d'une lignée de médecins commencée par son grand-père adoptif Charles Saint-Yves. Après des études chez les jésuites au  Louis-Le Grand sous la férule du Père Porée il devient oculiste à son tour et exerce avec son père Étienne Léoffroy Saint-Yves, rue Saint-Thomas-du-Louvre.
À la mort de celui-ci, Charles Léoffroy de Saint-Yves abandonne l'essentiel de sa pratique. La fortune familiale dont il a hérité lui permet de se consacrer aux arts, comme collectionneur et salonnier, à la suite de son grand-oncle. Il se retire en Normandie vers 1797 et y meurt le 2 février 1804.

## Collectionneur

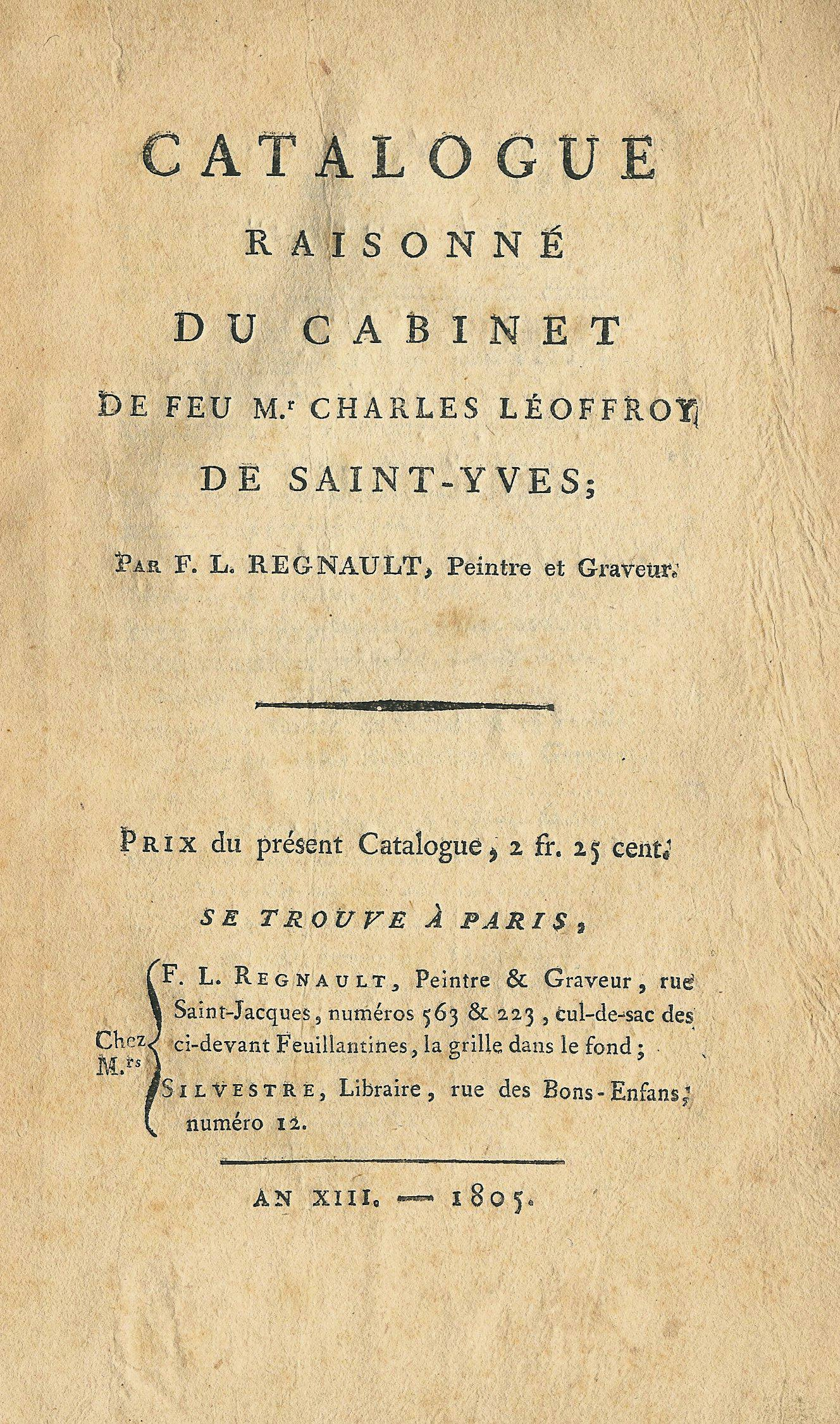
Frontispice du catalogue de la vente publique de 1805, coll. privée

Léoffroy de Saint-Yves enrichit son cabinet de pièces importantes issues des meilleurs collections parisiennes, en particulier celles de Boucher, Conti, Huquier, Lempereur, Mariette, van Loo. On remarque en particulier un cabinet d'estampes particulièrement riche en pièces de Dürer, Rubens ou Nanteuil.
L'essentiel de cette collection est dispersée après sa mort à la vente publique des 2-15 mai 1805 à Paris.
Les Annales de la calcographie générale publient immédiatement après une notice nécrologique, donnant description de cette collection : 
"Dans le nombre des tableaux, des émaux, des dessins, des bronzes, des ivoires et des terres cuites, on y distinguait les plus intéressantes productions de Lucatelli, Vannins, Barbicri, Biscaino, Breughel dit de Velours, P. Potier, Will, Baur, Petitot, Liagelbac, Bachnysen, Hondekoeter, François Flamand, Warnès, le Nain, Patel, la Fosse, la Saye, le Puget, François Guérin, Blaremberg, Hue, et Van-Spaendonck.
La Collection d'estampes formée par M. de Saint-Yves renfermait nombre de pièces capitales de Marco Antonio, Guil. Bonasoni, Stef. Delia Bella, Vanni, Agos. et Ann. Caracci, Giorgio et Diana Ghisi de Mantoue, Andreaui, Rota, Biscaino, de Gbein, Vostermau, Franc. VandenSteen, les Bolswert, Pontins, Goltzins, Juc. Matham, Saeuredam, Gondt, Corn. Bloemaert, Rembrandt, Potter, P. Tfolpe, J. Muller, Blootelind, Corn, et Visscher, J. Vande-Velde, Hollur, Natalis, Callot, Mellan, Franc, de Poilly, Masson, Le Clerc, Gir. Audraa, Spierre, Ger. Edelinck, Drevet, et d'autres habiles graveurs anciens et-modernes»
Sa bibliothèque, dispersée aux enchères de 1805 comprend des pièces majeures, telles le Le livret du Ballet du Roy aux festes de Bacchus, 1651, aquis par son père adoptif Étienne Léoffroy de Saint-Yves; entré alors à la BnF sous le no 578. 

## Salonnier
La postérité retient essentiellement Saint-Yves pour son activité de critique d'art, dont les monographies descriptives du salon annuel de l'Académie Royale à Paris précédèrent l'avènement de la critique moderne avec Diderot et ses neuf Salons (1759-1781).
Sa principale publication : Observations sur les arts, et sur quelques morceaux de peinture et de sculpture, exposés au Louvre en 1748; où il est parlé de l'utilité des embellissements dans les villes